# Latinisation des noms de savants
La latinisation des noms de savants est une pratique du Moyen Âge tardif et de la Renaissance consistant à conférer au nom des savants de l'époque ou antérieurs une résonance latine.
Cette pratique s'est renouvelée en Suède au XVIIIe siècle lors du passage des patronymes scandinaves aux noms de famille. Ainsi Ingemar Bengtsson, grand-père du naturaliste Carl Linnaeus (nom de naissance de Carl von Linné), a-t-il choisi comme nom de famille Linnaeus par latinisation de Linnagård (« ferme du tilleul »), nom de la propriété familiale.
Dans la nomenclature actuelle des espèces animales et végétales, initiée justement par Carl von Linné, de nombreuses épithètes spécifiques sont le génitif du nom latinisé d'un chercheur : linnaei (« de Linné »), darwini (« de Darwin »), etc.

## Exemples
| Nom d'origine                    | Nom francisé           | Nom latinisé                   |
| -------------------------------- | ---------------------- | ------------------------------ |
| Giulio Cesare Aranzio            | -                      | Arantius                       |
| Georg Bauer (ou Pawer)           | -                      | Georgius Agricola              |
| Beat Bild                        | -                      | Beatus Rhenanus                |
| Henry Blackwood                  | Henri Blacuod          | Henricus Blacuodæus            |
| Christopher Clau                 | -                      | Christophorus Clavius          |
| Jacques Dubois                   | Jacques Dubois         | Jacobus Sylvius                |
| fils de Gerhard                  | Érasme                 | Desiderius Erasmus Roterodamus |
| Charles Estienne                 | Charles Estienne       | Carolus Stephanus              |
| Girolamo Fabrizi d'Acquapendente | Jérôme Fabrice         | Hieronymus Fabricius           |
| Gabriele Falloppio               | Gabriel Fallope        | Fallopius                      |
| Girolamo Fracastoro              | Jérôme Fracastor       | Hieronymus Fracastorius        |
| Huig de Groot                    | Hugo de Groot          | Hugo Grotius                   |
| Guido Guidi                      | -                      | Vidius                         |
| Pierre Hérigone                  | Pierre Hérigone        | Petrus Herigonus               |
| Cornelius Jansen                 | Corneille Jansen       | Jansenius                      |
| Carl von Linné                   | Carl von Linné         | Carolus Linnæus                |
| Johanes Koler                    | -                      | Cholerus                       |
| Gehrard Kremer                   | -                      | Gerardus Mercator              |
| Charles de L'Écluse              | Charles de L'Écluse    | Carolus Clusius                |
| Jan Jonston                      | Jean Jonston           | Joannes Jonstonus              |
| Joost Lips                       | Juste Lipse            | Justus Lipsius                 |
| Fernão de Magalhães              | Magellan               | Magellanus                     |
| Mondino de' Liuzzi               | Mondin                 | Mondinus                       |
| Ottmar Nachtgall                 | -                      | Luscinius                      |
| Pieter Pauw                      | -                      | Pavius                         |
| Olof Rudbeck                     | Olof Rudbeck           | Olaus Johannis Rudbeckius      |
| Costanzo Varolio                 | Constant Varole        | Constantius Varolius           |
| Andries van Wesel                | André Vésale           | Andreas Vesalius               |
| Martin Waldseemüller             | Martin Waldseemüller   | Hilacomilus                    |
| Mathias Ringmann                 | Mathias Ringmann       | Philesius Vogesigena           |
| Michel de Nostredame             | Michel de Nostredame   | Nostradamus                    |
| Mikołaj Kopernik                 | Nicolas Copernic       | Nicolaus Copernicus            |
| Jan Amos Komenský                | Comenius               | Comenius                       |
| Georg Joachim von Lauchen        | Georg Joachim Rheticus | Rheticus                       |
| Johannes Müller von Königsberg   |                        | Regiomontanus                  |

## Dans la littérature
Molière a usé de ces noms latinisés. Ainsi dans Les Femmes savantes (1672), il utilise le nom de Vadius pour tourner en ridicule le pédantisme de certains savants.